# 桐原 (長野市)
桐原（きりはら）は、長野県長野市の市街地北東部にある町名。現行行政地名は桐原一・二丁目。住居表示実施済み区域である。郵便番号は、381-0045。
全域が長野市役所吉田支所の管内である。
歌枕でもある（後述）。また、出版社の桐原書店の名称は、当地に由来する（後述）。

## 概要
地区の南部にはしなの鉄道北しなの線と北長野通りが並行して走り、北部には長野電鉄長野線が東西に横切り桐原駅が置かれている。中央部を長野県道60号長野荒瀬原線（高田若槻線）が南北に走り、一丁目と二丁目の境をなす。北西端には長野県道399号長野豊野線（相ノ木通り・旧北国街道）が通る。
浅川扇状地上の緩やかな南向き傾斜地であり、最高地点は地区北西の皇足穂吉田大御神宮付近（標高383.8m）、最低地点は地区南東の北長野貨物駅付近（標高362.1m）。周囲は以下の大字・町丁と接する。

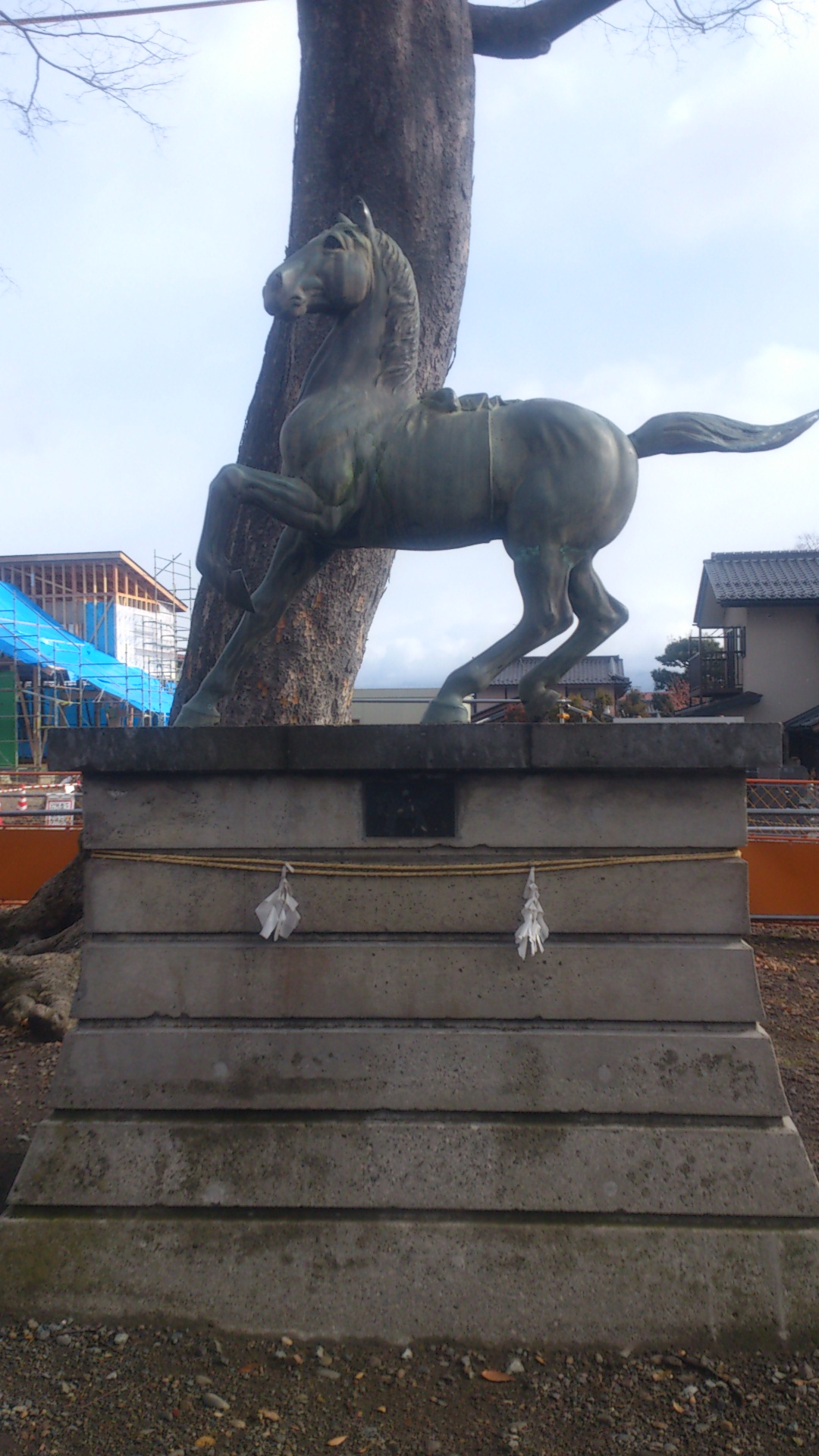
桐原牧神社の神馬像

桐原駅（桐原一丁目）・北長野駅（中越二丁目）を利用でき交通の便がよく、地区内はほぼすべて住宅地となっている。地区南部を走るしなの鉄道北しなの線には北長野貨物駅（桐原二丁目）が置かれ、物流の拠点となっている。

古く平安時代には桐原牧があり、後院領として馬を献上していた。「桐原」は歌枕にもなり、
などの歌に詠まれている。桐原一丁目には桐原牧神社があり、わら駒奉納の行事が残っている。なお、この桐原牧は松本市大字入山辺字桐原付近にあったとする説もあるが、12世紀末に隣接する吉田に吉田牧ができていること、周辺に宇木・駒沢など牧に関連する地名が残っていることなどから、この地にあった可能性は高い。
後述の#沿革の通り、桐原村・﨤目村が合併し古野村（→長野市大字古野）になったものの、昭和40年代の住居表示施行の際に﨤目区が三輪に含まれたため、一般に「桐原」として認識されている区域のみが「大字古野」として残ることとなった。桐原の名を残すべく長野市長宛に陳情がなされるなどした結果、1998年（平成10年）に「古野」ではなく「桐原」の名で住居表示が施行され、ようやく一般認識と正式地名の一致を見た。
地区内の人口及び世帯数は以下の通り（令和5年3月1日現在）。
|            | 世帯数  | 人口    |
| ---------- | ------- | ------- |
| 桐原一丁目 | 426世帯 | 962人   |
| 桐原二丁目 | 339世帯 | 777人   |
|            |         |         |
| 計         | 765世帯 | 1,739人 |

### 沿革
桐原の範囲は、概ね1876年（明治9年）以前の水内郡桐原村の範囲に相当する。
旧桐原村 - 古野村の歴史
- 平安時代 - 桐原牧があり、名馬を産出した
- 1404年（応永11年）9月 - 幕府代官細川慈忠が高梨左馬助らを攻め、高梨氏の支配下にあった当地の桐原館が制圧される合戦となった。横山城 (信濃国)を参照
- 江戸時代 - 前身の桐原村は、松代藩領であった
- 1874年（明治7年）2月 - 桐原村・﨤目村により、明融学校が清林寺（現 桐原二丁目）内に開校。のち、1885年（明治18年）吉田学校（長野市立吉田小学校の前身）に統合される
- 1876年（明治9年）5月30日 - 水内郡桐原村と同郡﨤目村が合併し、水内郡古野村となる
- 1879年（明治12年）1月4日 - 郡区町村編制法施行。古野村は上水内郡に属する
- 1888年（明治21年）5月1日 - 信越本線（現 しなの鉄道北しなの線）の長野〜関山間が開通し、古野村南部を通過する
- 1889年（明治22年）4月1日 - 上水内郡古野村、同郡中越村・上松村・宇木村とともに同郡三輪村に編入
- 1923年（大正12年）7月1日 - 上水内郡三輪村、同郡吉田町・芹田村・古牧村とともに長野市に編入。旧古野村域は、大字古野となる

長野市桐原の歴史
- 1926年（大正15年）6月28日 - 長野電気鉄道（現 長野電鉄）開通。地区北部を通過し、大字古野（現 桐原一丁目）に桐原駅が開業
- 1950年（昭和25年）10月10日 - 長野市立東部中学校が大字吉田（現 吉田三丁目）の長野市立吉田小学校内から大字古野（現 桐原二丁目）に新築移転
- 1954年（昭和29年）3月 - 野尻湖から長野市に引水する水道管[5]が、現桐原一丁目の中央部を南北一直線に縦断する形で埋設される。この水道管用地は次第に道路として使用されるようになり、「水道道路」（沿道商工会の名称では「桐原美吉通り」）と通称される[1]
- 1955年（昭和30年） - 東部中学校前の通りが開通。現桐原二丁目中央部を南北に縦断する[1]
- 1957年（昭和32年）5月17日 - 北長野通り開通。地区南部を通過する[1]
- 1961年（昭和36年）4月 - 桐原牧神社の藁馬が、皇太子夫妻の行啓に際し献上される
- 1964年（昭和39年）5月 - 桐原牧神社の藁馬が、昭和天皇夫妻の行幸に際し献上される
- 1967年（昭和42年）10月1日 - 大字古野（現 桐原二丁目）に、北長野貨物基地が完成
- 1971年（昭和46年）10月1日 - 住居表示実施。大字宇木の大部分・大字三輪の一部と大字古野の主に旧﨤目村域が、三輪一・二・三・四・五・六・七・八・九・十丁目となる
- 1986年（昭和61年）8月 - 地区南部の信越本線（現 しなの鉄道北しなの線）に沿った自転車歩行者専用道路が開通[1]
- 1998年（平成10年）11月24日 - 住居表示実施。大字古野の大部分が、桐原一・二丁目となる
- 2002年（平成14年）2月13日 - 「桐原牧神社の藁馬づくり」が、長野市の選定保存技術に指定される
- 2005年（平成17年）11月7日 - 住居表示実施。大字西和田の一部と大字古野の残部が、西和田一・二丁目となる。これにより、大字古野は消滅
- 2021年（令和3年）3月28日 - 都市計画道路高田若槻線（長野県道60号長野荒瀬原線）開通。地区中央部を縦断する

## 交通
鉄道

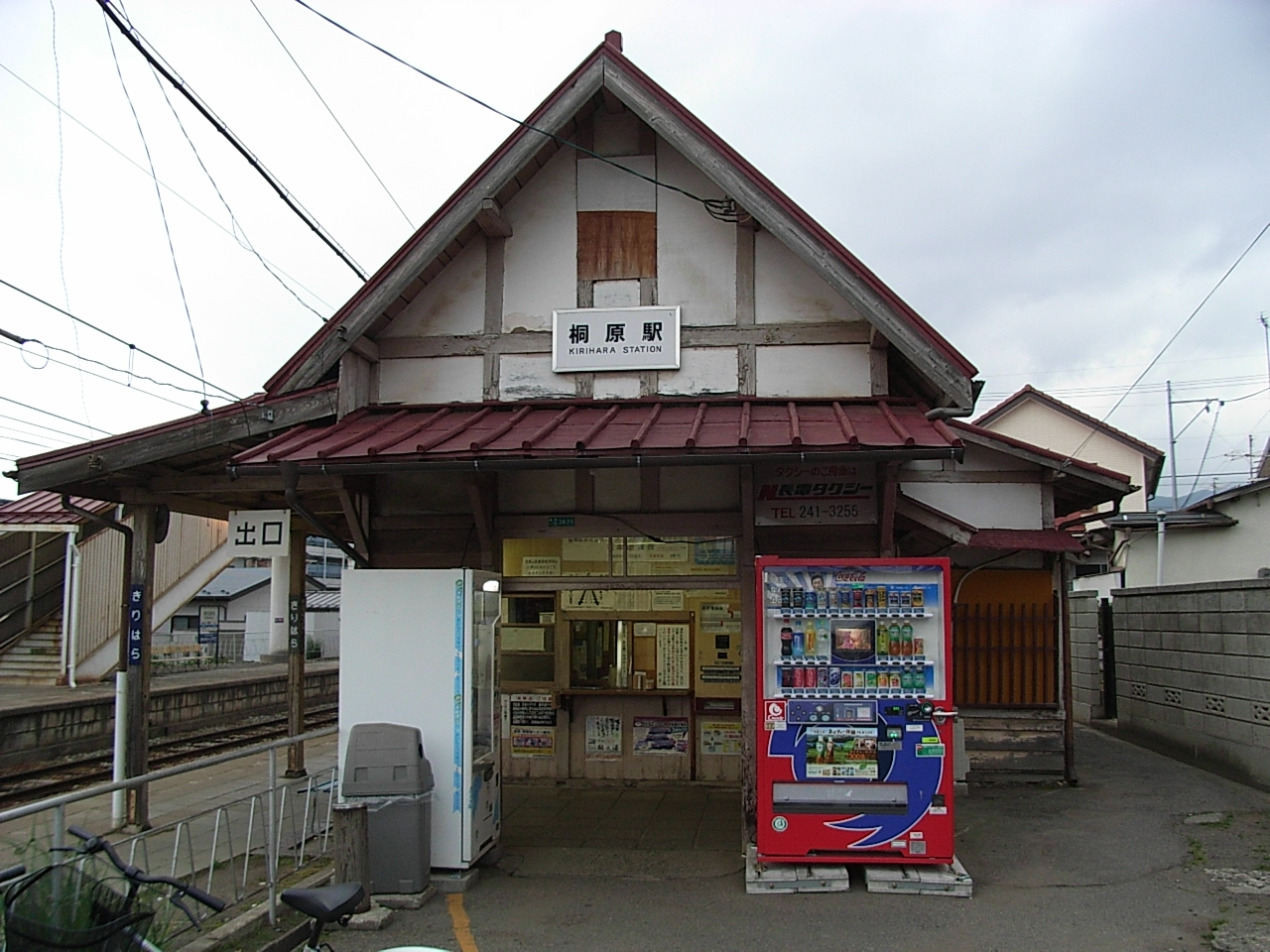
桐原駅（桐原一丁目）

桐原一丁目に長野電鉄の桐原駅があり、以下の路線が利用できる。
- 長野電鉄
  - ■長野線

また、地区東部ではしなの鉄道北長野駅（中越二丁目）も利用できる。
路線バス

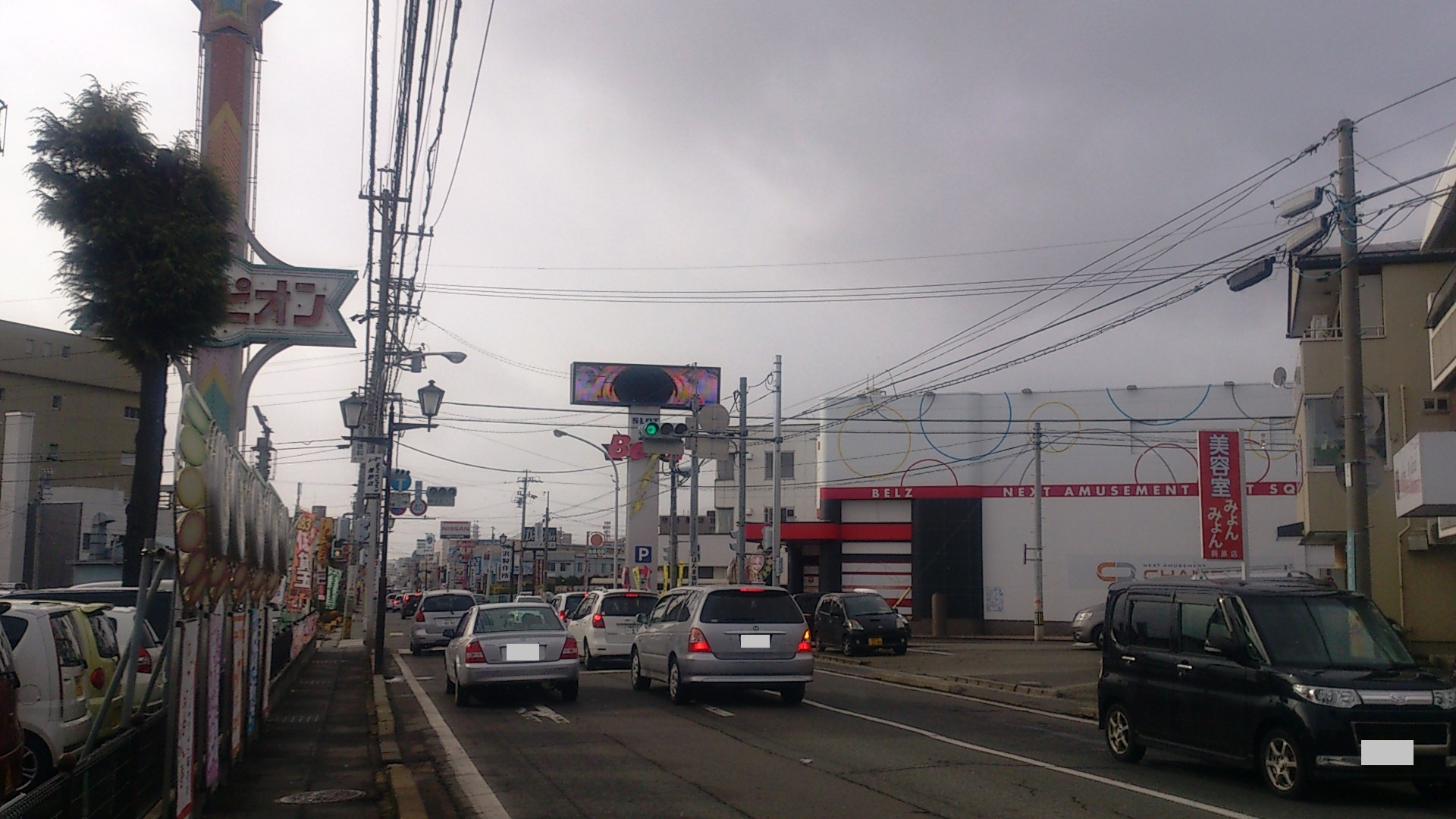
北長野通り（桐原一丁目）

北長野通りを長電バスの以下の路線系統が走っている。なお、電車（長野電鉄線）のほうが運行本数が多い。
- 長電バス
  - 52 長野駅 - 運動公園東

## 施設

### 桐原一丁目
- NTT東日本 吉田ビル
- 本久 本社
  - ケーヨーデイツー 北長野通り店
- 弁天公園
  - 弁天池
- 長野電鉄 桐原駅
- 桐原館跡
- 桐原牧神社
  - 桐原公民館

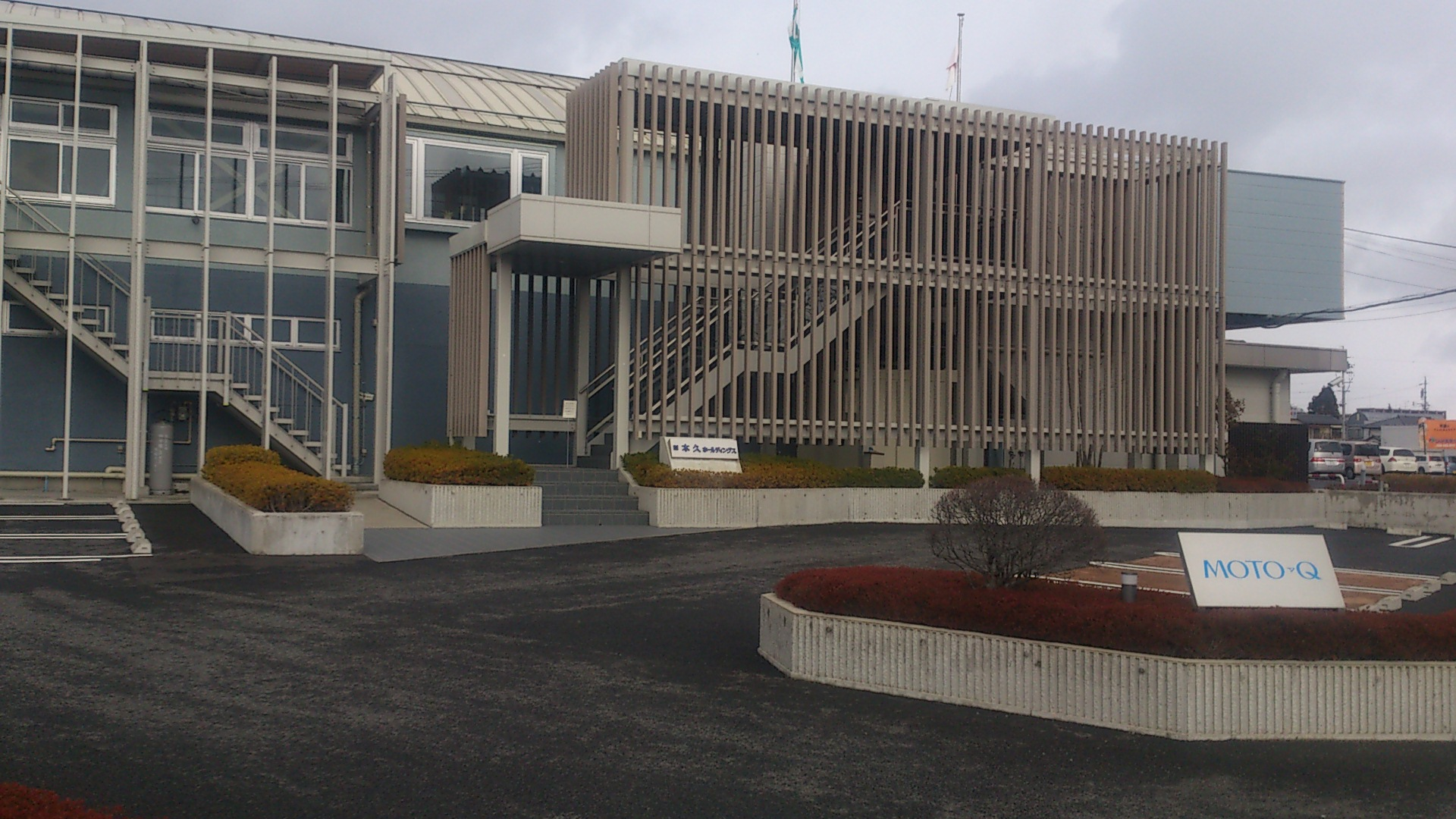
本久 本社

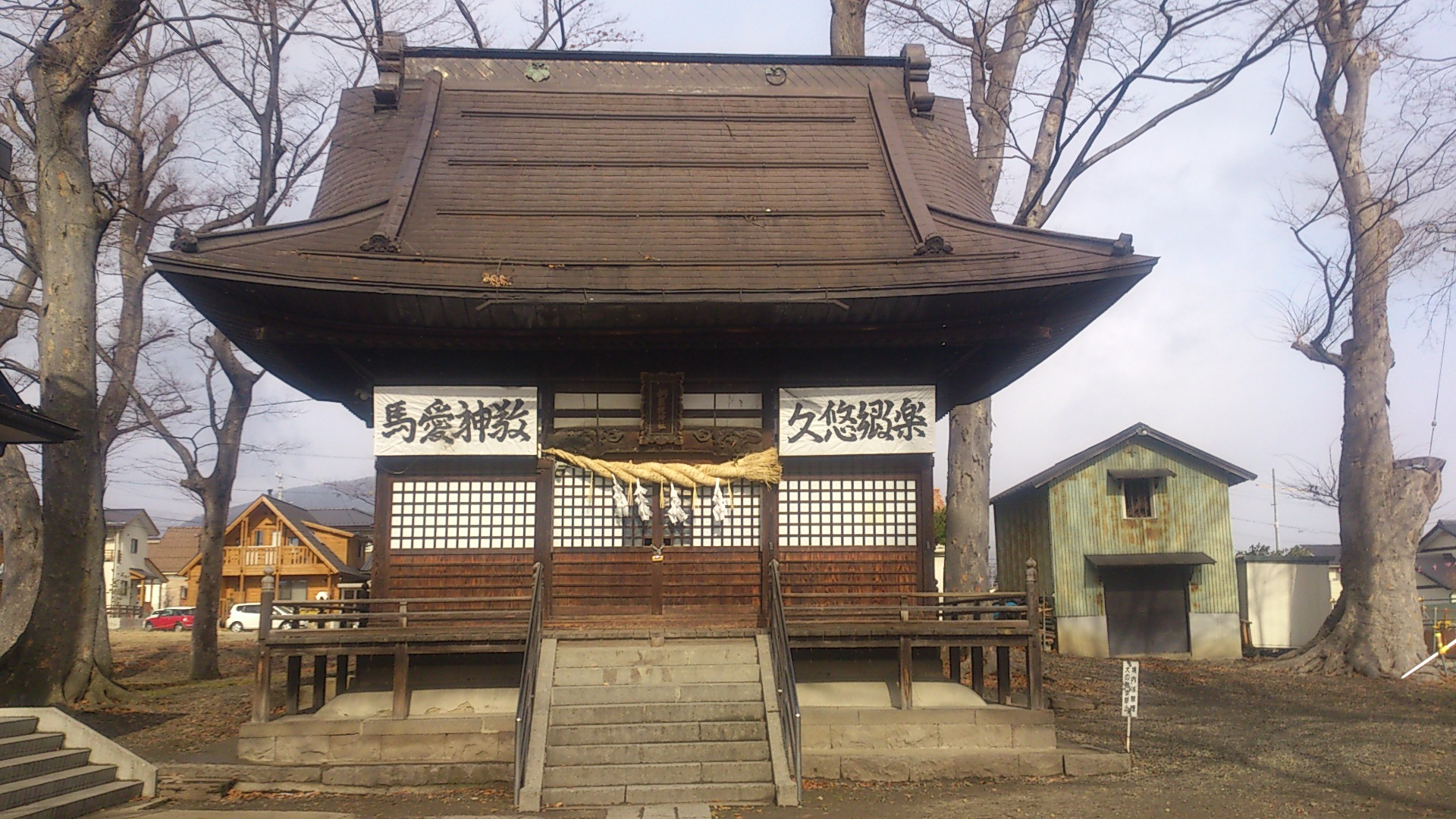
桐原牧神社

- ながでんウェルネス デイトレセンター リヴァール長野

### 桐原二丁目

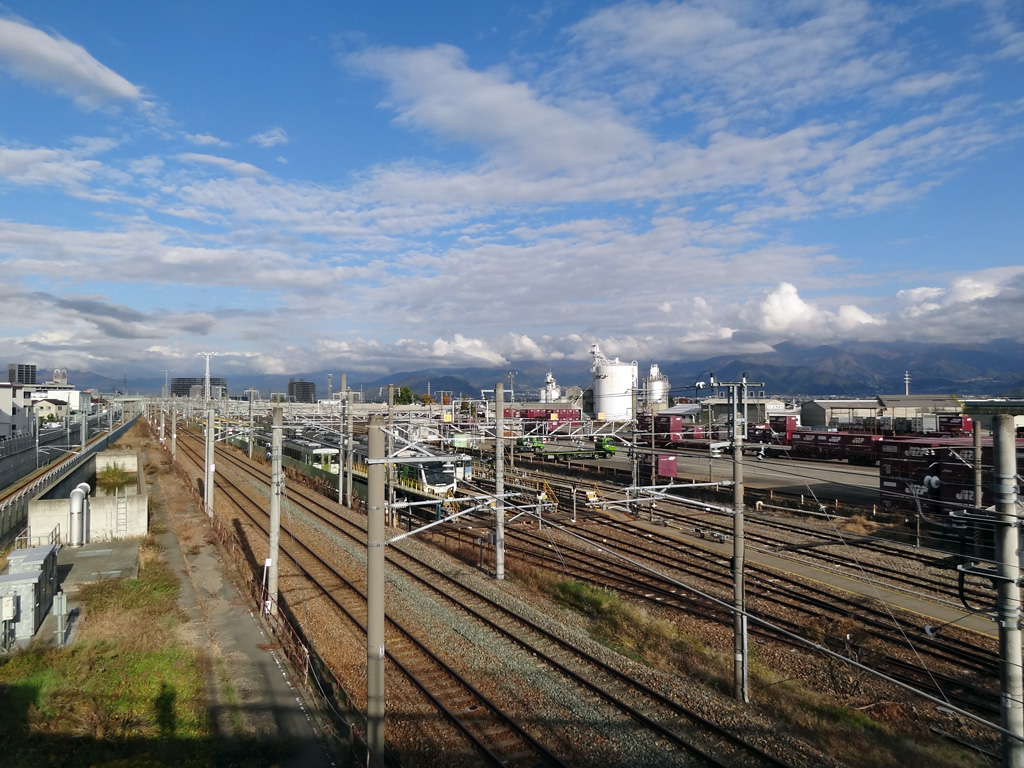
北長野駅（貨物駅）

- JR貨物 北長野駅（貨物駅）
- AC長野パルセイロアイスリンク
- 長野市立東部中学校
- カメラのキタムラ 北長野店
- 秀園山教運院 清林寺

## 出身著名人
- 山崎賢二（1929-2000） - 実業家、株式会社桐原書店創業者。「桐原書店」の名は、当地に因む。